# Борисов, Аркадий Николаевич
Аркадий Никола́евич Борисов (3 февраля 1938, Киев — 14 мая 2016, Рига) — советский  и латвийский учёный в области нечётких систем и мягких вычислений.
Один из первых исследователей теории и практики нечётких множеств в СССР. Автор ставших классическими монографий по нечёткой классификации, лингвистическим моделям принятия решений, нечёткой технической диагностике и нечётким моделям распознавания, доктор технических наук, хабилитированный доктор компьютерных наук, основатель Рижской школы принятия решений в условиях неопределённости, член программного комитета конференций OSTIS (http://conf.ostis.net/en/ostis-conference/). Автор 10 монографий и 6 учебников, написанных с соавторами, а также около 250 научных статей. Первый заведующий кафедрой автоматизированных систем управления (АСУ) Рижского политехнического института (РПИ). Глава профильного института интеллектуальных компьютерных технологий Рижского технического института (РТУ). Научный руководитель диссертационных работ 25 кандидатов и докторов наук, а также дипломных работ более 20 магистров.

## Биография
Родился 3 февраля 1938 года в Киеве. В 1964 году окончил Рижский политехнический институт. В 1970 году защитил кандидатскую диссертацию, в которой предложил обучающиеся алгоритмы диагностики систем с нечёткими классами состояний, а также использование теней нечётких множеств для распознавания образов. В том же году создал и стал первым заведующим новой кафедрой РПИ — кафедрой АСУ. Главным достижением коллектива этой кафедры стали серьёзные научные результаты в сфере нечётких множеств, моделей принятия решений, систем и технологий, которые в 1970—1980-е годы выдвинули его на ведущие позиции не только в СССР, но и в мире. В 1986 году А.Н. Борисов защитил докторскую диссертацию по методам и алгоритмам принятия решений в условиях многокритериальности и нечёткой исходной информации. Затем возглавил Институт интеллектуальных компьютерных технологий Рижского технического университета. С 2003 года работал профессором кафедры моделирования и имитации РТУ.

## Основные направления исследовательской деятельности
- Теория нечётких множеств;
- Нечёткие экспертные системы;
- Гибридные интеллектуальные технологии;
- Нечёткие лингвистические модели распознавания, классификации и диагностики;
- Системы ситуационного управления;
- Системы проектирования и принятия решений в условиях неопределённости.

В последние годы жизни А.Н.Борисов активно занимался проблематикой онтологического моделирования и интеграции знаний.

## Основные труды
Уже в 1967 году в РПИ были начаты исследования Аркадия Борисова, посвящённые нечётким моделям технической диагностики, вопросам распознавания и классификации нечётких образов. Результаты его работ нашли отражение в первых оригинальных публикациях на русском языке в этой области.

### Монографии
Важнейшими достижениями А.Н. Борисова и его школы стали научные монографии и статьи по теории нечётких множеств и её приложениям. В 1980—1990-е годы А.Н. Борисов опубликовал вместе со своими учениками целую серию книг по моделям принятия решений – как классическим, так и неклассическим, основанным на лингвистических переменных и нечётких множествах:
- Борисов А.Н. Борисов А.Н. Модели принятия решений на основе лингвистической переменной / А.Н.Борисов, А.В.Алексеев, О.А.Крумберг, Г.В.Меркурьева, В.А.Попов. – Рига: Изд-во Зинатне, 1982. – 256 с.
- Борисов А.Н. Методы интерактивной оценки решений / А.Н.Борисов, А.С.Левченков. – Рига: Изд-во Зинатне, 1982. – 139 с.
- Борисов А.Н. Обработка нечёткой информации в системах принятия решений / А.Н.Борисов, А.В.Алексеев, Г.В.Меркурьева, Н.Н.Слядзь, В.И.Глушков. – М.: Изд-во Радио и связь, 1989. – 302 с. ISBN 5-256-00178-7.
- Борисов А.Н. Интеллектуальные системы принятия проектных решений / А.Н.Борисов, А.В.Алексеев, Э.Р.Вилюмс, Н.Н.Слядзь, С.А.Фомин. – Рига: Изд-во Зинатне, 1997. – 317 с. ISBN 5-7966-1035-x.

Из этих работ особенно следует отметить монографию
- Борисов А.Н. Модели принятия решений на основе лингвистической переменной / А.Н.Борисов, А.В.Алексеев, О.А.Крумберг, Г.В.Меркурьева, В.А.Попов. – Рига: Изд-во Зинатне, 1982. – 256 с.

ставшую наряду с
- Орловский С.А. Проблемы принятия решений при нечеткой исходной информации. – М: Изд-во Наука, 1981. – 206 с.

одной из первых книг на русском языке по теории и приложениям нечётких множеств в задачах принятия решений, а также изданный в центральной печати капитальный труд:
- Борисов А.Н. Обработка нечёткой информации в системах принятия решений / А.Н.Борисов, А.В.Алексеев, Г.В.Меркурьева, Н.Н.Слядзь, В.И.Глушков. – М.: Изд-во Радио и связь, 1989. – 302 с.

Эти книги были настольной литературой для нескольких поколений специалистов и разработчиков систем принятия решений в условиях неопределённости.

#### Учебники
Широкий круг научных интересов Аркадия Николаевича в конечном итоге выражался не только в подготовке научных статей и издании научных монографий, но и в использовании этих знаний для подготовки студентов разных уровней. В ходе регулярной разработки методических материалов для повышения качества учебного процесса под руководством проф. А.Н.Борисова были созданы учебники (практически первые учебники на латышском языке) по различным темам из области интеллектуального анализа данных.
- Aleksejeva L., Užga-Rebrovs O., Borisovs A. Classification and Clusteranalysis in Fuzzy Environment. Textbook.− Riga: Riga Technical University, 2012. − 248 p. − ISBN 978-9934-10-300-1. (в оригинале на латышском языке: Aleksejeva, L., Užga-Rebrovs, O., Borisovs, A. Klasifikācija un klasteranalīze izplūdušajā vidē. Mācību grāmata. Rīga: Rīgas Tehniskā universitāte, 2012. 248 lpp.).
- Paršutins, S., Sukovs, A., Kuļešova, G., Borisovs, A., Aleksejeva, L. Data Mining: Software. − Riga: Riga Technical University, 2008. − 111 p. − ISBN 978-9984-3798-68-4. (в оригинале на латышском языке: Paršutins, S., Sukovs, A., Kuļešova, G., Borisovs, A., Aleksejeva, L. Datu Ieguve: Programmlīdzekļi. Rīga: Rīgas Tehniskā universitāte, 2008. 111 lpp.).
- Sukovs, A., Aleksejeva, L., Makejeva, K., Borisovs, A. Data Mining. The Foundations. Methodical book. − Riga, 2007. − 130 p. − ISBN 978-9984-798-19-6. (в оригинале на латышском языке: Sukovs, A., Aleksejeva, L., Makejeva, K., Borisovs, A. Datu ieguve. Pamati. Metodiskais līdzeklis. Rīga: SIA “Drukātava”, 2007. 130 lpp.).
- Borisovs, A., Dubrovskis, L., Kuļešova, G., Zmanovska, T. Artificial Neural Networks: Architecture, Algorithms and Applications. Learning Textbook. − Riga: Riga Technical University, 1998. − 110 p. − ISBN 9984-552-45-4. (в оригинале на латышском языке: Borisovs, A., Dubrovskis, L., Kuļešova, G., Zmanovska, T. Mākslīgie neironu tīkli: arhitektūra, algoritmi un pielietojumi. Mācību līdzeklis. Rīga: RTU, 1998. 110 lpp.).
- Borisovs, A., Dubrovskis, L. et al. Fuzzy Logic, Probability Theory and Their Applications. Methodical Textbook. − Riga: Riga Technical University, 1995. − 136 p. − ISBN 9984-552-13-6. (в оригинале на латышском языке: Borisovs, A., Dubrovskis, L. u. c. Izplūdusī loģika, iespējamību teorija un to pielietojumi. Metodiskais līdzeklis. Rīga: RTU, 1995. 136 lpp.).
- Borisovs, A. Methods of Artificial Intelligence. Outline of lectures. Riga: RTU, 1993. 75 p. (в оригинале на латышском языке: Borisovs, A. Mākslīgā intelekta metodes. Lekciju konspekts. Rīga: RTU, 1993. 75 lpp.).

### Всесоюзные семинары
По инициативе А.Н. Борисова в течение многих лет в Риге проходили почти все основные научные мероприятия по теории и приложениям нечётких множеств в СССР. Самые первые семинары были посвящены нечётким моделям ситуационного управления сложными системами – предложенного Д.А. Поспеловым направления на стыке искусственного интеллекта, теории управления и моделирования неопределённости. Первые два Рижских семинара «Применение теории нечётких множеств в задачах управления сложными системами» прошли в 1977 и 1978 годах, а третий Рижский семинар под названием «Проблемы разработки и применения теории нечётких множеств в системах искусственного интеллекта и управления» состоялся в 1979 году. Именно с этих семинаров и началось сотрудничество специалистов в области искусственного интеллекта во главе с Д.А. Поспеловым с их рижскими коллегами, занимавшимися вопросами теории нечётких множеств и её приложений. Затем центр тяжести прикладных исследований в РПИ сместился в область принятия решений, и А.Н. Борисовым был организован в Риге ряд крупных мероприятий по данной проблематике: три межреспубликанские конференции «Модели выбора альтернатив в нечёткой среде» (1980, 1984, 1990), семинары «Лингвистические модели принятия решений», «Модели принятия решений в условиях неопределённости», и др.

### Межвузовские сборники
В конце 1970-х — начале 1980-х годов весьма остро встал вопрос об открытии специальных изданий, посвящённых проблемам теории и приложений нечётких множеств. И конечно, именно в РПИ под редакцией А.Н. Борисова стали впервые издаваться ежегодные межвузовские сборники трудов по методам и системам принятия решений в нечёткой среде: «Методы и системы принятия решений» (1979); «Методы принятия решений в условиях неопределённости» (1980); «Методы и модели анализа решений» (1981); «Принятие решений в условиях нестатистической неопределённости» (1982); «Прикладные задачи анализа решений в организационно-технических системах (1983) и т. д.
Начиная с 1987 года на первый план стали выходить вопросы интеллектуализации систем принятия решений и автоматизированного проектирования: «Интеллектуальные системы принятия решений» (1987); «Вопросы создания экспертных систем» (1988); «Экспертные системы в автоматизированном проектировании» (1990); «Системы поддержки процессов проектирования на основе знаний» (1991).

## Членство в организациях

### Ассоциация нечётких систем и мягких вычислений
Аркадий Николаевич Борисов принял активное участие в создании в январе 1990 года Советской ассоциации нечётких систем — САНС (с 1993 по 1996 год Ассоциации нечётких систем (старый сайт: http://ransmv.narod.ru/, новый сайт: http://fuzzy.raai.org/) и в течение ряда лет был её вице-президентом. В 1990-м году он провёл научную конференцию и съезд САНС в Риге. В 2005 году Профессор А.Н. Борисов был избран почётным членом Российской ассоциации нечётких систем и мягких вычислений (https://softcomputing.ru).

### Международные научные организации
А.Н. Борисов был членом ряда международных научных организаций : Европейской рабочей группы международной ассоциации по нечётким системам , Балтийского общества исследования операций, Латвийской национальной организации по автоматике, Балканского общества нечётких систем и искусственного интеллекта, а также членом редколлегий нескольких международных журналов, в том числе научного журнала Российской ассоциации нечётких систем и мягких вычислений «Нечёткие системы и мягкие вычисления» (http://fuzzy.tversu.ru/).
В мае 2013 году на VII-й международной научно-практической конференции «Интегрированные модели и мягкие вычисления в искусственном интеллекте» в Коломне  было проведено специальное заседание, посвящённое 75-летнему юбилею А.Н. Борисова и его вкладу в создание и развитие нечётких систем принятия решений и управления. На нем с докладами о научных достижениях юбиляра выступили его давние друзья, ученики и коллеги из Российской ассоциации искусственного интеллекта и Российской ассоциации нечётких систем и мягких вычислений.

## Разнообразие интересов профессора
Вне основной научной деятельности, много времени времени Аркадий Николаевич уделял изучению Рижского югендстиля в архитектуре и интерьере.
Также все окружающие сразу чувствовали его энергию. Как написали в некрологе:

Ещё за день до своей кончины он обсуждал с коллегами задачи и направления дальнейшей научной работы. — https://www.russkije.lv/ru/lib/read/a-borisov.html
В 2017 году Д.А. Поспелов с коллегами представили работу "Аркадий Николаевич Борисов: страницы биографии и научное наследие" , в которой подробно описан научный путь Аркадия Николаевича.